# 图罗夫统治者列表
图罗夫是白俄罗斯的一个城镇。中世纪时，这里是罗斯一个由留里克王朝成员统治的公国。后被立陶宛大公国吞并。

## 历史
988年，圣弗拉基米尔分封给长子恶棍斯维亚托波尔克图罗夫一地，因斯维亚托波尔克绝嗣公国重新归于基辅大公治下，之后一个世纪图罗夫基本是基辅大公按顺序制分封给子侄之领地。
1157年，基辅大公尤里·多尔戈鲁基分封此地给堂伯父斯维亚托波尔克二世·伊贾斯拉维奇之孙尤里·雅罗斯拉维奇，是公国独立的开始。1189年，因为罗曼大王的征伐，成为了沃里尼亚公国的附庸。1205年罗曼大王去世，加利西亚-沃里尼亚爆发内战，图罗夫-平斯克公国独立。1223年，图罗夫王公安德烈·伊凡诺维奇阵亡于迦勒迦河战役后，平斯克系的弗拉基米尔·格列布维奇发动图罗夫系与平斯克系的内战。
1242年，立陶宛国王明道加斯派侄陶特维拉斯攻陷波罗兹克，外甥特莱尼奥塔攻陷图罗夫，仅留下平斯克公国给亲立陶宛的平斯克公统治，同年金帐汗国的别儿哥汗率兵北上扫荡罗斯西北各公国，平斯克城为蒙古军所破，立陶宛军在蒙古军西进攻打波兰和匈牙利后协助平斯克系收复平斯克领地。因此图罗夫-平斯克公国仅遭受劫掠，但没有在蒙古征服基辅罗斯后被蒙古人征服。
1262年，末代平斯克王公尤里·斯维亚托波罗维奇向立陶宛国王明道加斯献上领地，平斯克公国成为立陶宛大公国的一部分。1320年，立陶宛将平斯克公国整合成立陶宛大公国的一个行政区，王公头衔不复存在。

## 历任王公
- 斯维亚托波尔克·弗拉基米罗维奇 988年 - 1015年
- 伊贾斯拉夫一世·雅罗斯拉维奇 ？ - 1052年
- 亚罗波尔克·伊贾斯拉维奇 1078年 - 1086年
- 斯维亚托波尔克二世·伊贾斯拉维奇 1086年 - 1093年
- 维亚切斯拉夫·弗拉基米罗维奇 1125年 - 1132年
- 伊贾斯拉夫二世·姆斯季斯拉维奇 1132年 - 1134年
- 维亚切斯拉夫·弗拉基米罗维奇 1134年 - 1142年
- 斯维亚托斯拉夫·弗谢沃洛多维奇 1142年
- 维亚切斯拉夫·弗拉基米罗维奇 1142年 - 1146年
- 雅罗斯拉夫·伊贾斯拉维奇 1146年
- 安德烈·博戈柳布斯基 1150年 - 1151年
- 斯维亚托斯拉夫·弗谢沃洛多维奇 1154年
- 鲍里斯·尤里耶维奇 1156年 - 1157年
- 尤里·雅罗斯拉维奇 1157年 - 1167年
- 伊凡·尤里耶维奇 1167年 - 1170年，被废黜
- 斯维亚托波尔克·尤里耶维奇 1170年 - 1190年
- 格列布·尤里耶维奇 1190年 - 1195年
- 安德烈·伊凡诺维奇 1195年 - 1223年，伊凡·尤里耶维奇之子
- 弗拉基米尔·斯维亚托波尔契奇 1223年 - 1228年以前，斯维亚托波尔克·尤里耶维奇之子
- 罗斯季斯拉夫·斯维亚托波尔契奇1228年以前-1232年以后，斯维亚托波尔克·尤里耶维奇之子
- 弗拉基米尔·格列布维奇 1228年 - 1229年后，格列布·尤里耶维奇之子，平斯克系
- 米哈伊尔·弗拉基米罗维奇1232年以后-1247年以后，弗拉基米尔·斯维亚托波尔契奇之子，去世后被平斯克系征服
- 费奥多尔·弗拉基米罗维奇 ？ - 1292年以后,弗拉基米尔·格列布维奇之子
- 德米特里·弗拉基米罗维奇 ？ - 1292年以后，弗拉基米尔·格列布维奇之子
- 尤里·弗拉基米罗维奇 ？ - 1292年，弗拉基米尔·格列布维奇之子
- 德米特里·尤里耶维奇
- 丹尼尔·德米特里耶维奇
  - 1320年，图罗夫被立陶宛大公国兼并